# みはらしファーム
みはらしファームは、長野県伊那市西箕輪にある体験型農業公園。温泉や市場などがある。別名、羽広農業公園。中央に窪んだ形の公園があり、その隣にレストラン、「トマトの木」がある。そば打ちやおやき作り、草木染め、竹細工のほか、園内の農園では季節によりイチゴやアスパラガス、ブルーベリー、リンゴなどの収穫体験ができる。
また、周辺山林の利活用という目的でマウンテンバイクコース「C.A.Bトレイル」も開設されており、マウンテンバイクショップ「二輪舎Knot」も併設されている。 C.A.Bトレイルは、伊那市内でマウンテンバイクのガイドツアー事業やマウンテンバイクフィールドの設計・施工を行なう株式会社TRAIL CUTTERが監修しており、初心者から上級者まで楽しめる本格的なコースとなっている。
伊那市内の景色を眺められるほか、好天時には南アルプスを望むことができる場所でもある。

## まほら伊那羽広温泉
1994年に湧出した温泉を利用した日帰り入浴施設「みはらしの湯」が、伊那市観光株式会社により運営されている。

## アクセス
- E19 中央自動車道 伊那ICから車で約5分[2][3]
- JR飯田線 伊那市駅からバスを利用[2][3]